# Chemin de fer Uvira-Kamanyola
La ligne de chemin de fer Uvira-Kamanyola (→ Chemins de fer du Kivu) était une ligne à voie unique de chemin de fer en République démocratique du Congo entre la gare de Uvira et Kamanyola dans le Sud-Kivu. Sa longueur était de 94,2 km et l'écartement était l'écartement standard africain de 1,067 m.

## Histoire
La ligne s’inscrit dans le vaste projet de Chemin de fer Le Cap-Le Caire.
L’axe Uvira-Kamanyola, fut ouvert le 21 novembre 1931 par les Chemins de fer du Kivu. Le trafic passager a cessé le 1er juillet 1958. Le second tronçon de 41,8 km entre Kamanyola et Bukavu ne fut jamais construite.